# Церква святого апостола і євангеліста Іоана Богослова (Тернопіль)
Церква святого апостола і євангеліста Іоана Богослова в Тернополі — парафія і храм Благочиння міста Тернополя Тернопільської єпархії Православної церкви України в місті Тернополі.

## Історія церкви
У липні 1997 року зареєстрована парафія УПЦ КП. Указом архієпископа Тернопільського і Кременецького Іова настоятелем призначили протоієрея Івана Посоленика, а священником-помічником — Віталія Стефуру. Спочатку богослужіння проводили в приміщенні спеціалізованої школи № 29.
22 лютого 1998 року на вулиці Леся Курбаса встановили та освятили хрест. У 1999 році збудували сучасний храм. Перше богослужіння відбулося на Паску 1999 року. Храм звели за кошти священника Івана Посоленика та пожертви парафіян.
У 2010 році Юрій Петрик, батько одного з учнів недільної школи, виготовив та позолотив іконостас. 9 жовтня, у день пам'яті святого апостола і євангеліста Іоана Богослова, його освятив архієпископ Тернопільський і Кременецький Іов.

## Парохи
- о. Іван Поселеник (з 1997),
- о. Віталій Стефура (з ?).